# Demi Vance
Demi Vance (2 maggio 1991) è una calciatrice nordirlandese, difensore del Glentoran e della nazionale nordirlandese.

## Carriera

### Club e calcio universitario
Vance, che in un'intervista ammette che avrebbe praticato qualsiasi sport che l'avesse tenuta distante da un'aula scolastica, inizia a praticare il calcio fin dalla scuola elementare, unendosi ben presto alla sua prima squadra, il Newbridge Predators, nel quale gioca con i ragazzi dall'età di 8 anni prima di trasferirsi, quattro anni più tardi, al Bloomfield Boys continuando a giocare nelle squadre giovanili miste.
Nel 2007, a 15 anni d'età, si trasferisce alla sua prima squadra interamente femminile, il Glentoran, venendo aggregata alla prima squadra che disputa la Women's Premiership, massimo livello del campionato nordirlandese femminile di calcio, vestendo la maglia del club della capitale Belfast inizialmente per due stagioni, conquistando il suo primo trofeo, quello della Coppa d'Irlanda del Nord 2007, contribuendo a vincere il suo primo titolo nel 2008.
L'anno successivo ha la sua prima esperienza all'estero, decidendo nel 2008 di trasferirsi negli Stati Uniti d'America per approfondire gli studi. Iscritta alla Western Illinois University, affianca al percorso scolastico l'attività agonistica vestendo la maglia della squadra di calcio femminile universitario dell'istituto, le WIU Leathernecks, disputando la Division I del campionato organizzato dalla National Collegiate Athletic Association. Qui, nella stagione 2009 (la sua Sophomore season), marca 15 presenze, 10 da titolare.
Ritornata in patria si ricongiunge al Glentoran, contribuendo a conquistare il suo secondo titolo di Campione d'Irlanda del Nord nel 2011. Grazie a quest'ultimo risultato sotto la guida tecnica di Cheryl Lamont ha l'occasione di debuttare in UEFA Women's Champions League nell'edizione 2012-2013, scendendo in campo in tutti tre incontri della fase preliminare di qualificazione dove però la sua squadra, vincendo, per 3-1, solo con le maltesi del Birkirkara si classificano al 3º posto del minitorneo a gironi non riuscendo ad accedere alla fase successiva. Rinnova la sua partecipazione al torneo UEFA anche la stagione successiva, nella quale, pur risultando ancora una volta la sua squadra non all'altezza delle avversarie, ottiene un'altra vittoria, per 5-2, sulle campionesse di Slovacchia del Union Nové Zámky e dove Vance è autrice dell'ultima rete nordirlandese della partita.
Nel tardo 2014 decide di affrontare la sua prima avventura da professionista all'estero, scegliendo di sottoscrivere un accordo con i Northern Redbacks, club della città di Perth, in Australia. Durante il suo periodo Down Under, durato tre anni e mezzo, ha vinto due Premier League Championships e tre coppe con i Redbacks.
Rientrata in patria nel 2017, torna a indossare la maglia del Glentoran fino al 2020. La sua prestazione con le Glens sfocia nella nomination come giocatrice dell'anno della NIFL Women's Premiership nel 2019, riconoscimento che già aveva conseguito precedentemente e che ha attirato l'attenzione degli osservatori del Rangers.
Nel dicembre 2019 viene annunciato il suo trasferimento al club di Glasgow per la sua nuova esperienza in un campionato estero con un contratto di 18 mesi. Sotto la supervisione tecnica di Amy McDonald viene inserita in rosa nei ruoli di terzino sinistro/centrocampista ma il campionato di Scottish Women's Premier League 2020 viene interrotto, dopo una sola giornata e poi mai ripreso, nell'ambito delle iniziativa atte a combattere la diffusione della pandemia di COVID-19 in Scozia. La nuova stagione viene così rivoluzionata e adeguata a gran parte delle stagioni dei primi livelli dei campionati UEFA di categoria, passando dal format annuale a quello autunno-estate e venendo rinominato SWPL 1 per quello di categoria superiore. Vance riesce disputare solo qualche incontro prima che un grave infortunio al ginocchio, la rottura del legamento crociato anteriore, subito nel novembre 2020 vestendo la maglia della nazionale durante l'incontro con la Bielorussia valido per le qualificazioni all'Europeo di Inghilterra 2022, dovendo poi affrontare l'intervento chirurgico e la riabilitazione che oltre a farle disertare i terreni di gioco per otto mesi ne hanno minato la certezza di ritornare in attività. Tornata infine a disposizione del tecnico Malky Thomson, viene impiegata nell'amichevole di precampionato vinta per 8-0 con il Queen's Park, squadra che milita in SWPL 2, per poi contribuire con sempre maggiore incisività nella conquista del primo titolo di Campione di Scozia per club femminili della società.
Prima della ripresa del campionato decide di trasferirsi nuovamente, firmando un contratto con il Leicester City e disputare così il suo primo campionato di Women's Super League nella stagione 2022-23. A gennaio 2023, dopo metà stagione nel campionato inglese, è tornata al Glentoran.

### Nazionale
Oltre ad aver rappresentato l'Irlanda del Nord a livello giovanile, nelle formazioni Under-15, Under-17 e Under-19, Vance, appena sedicenne, fa il suo esordio con la maglia della nazionale nordirlandese il 16 febbraio 2008, nell'incontro perso per 4-0 con la Spagna.
Dopo essere stata tra le protagoniste della storica qualificazione al primo campionato europeo, quello di Inghilterra 2022, da parte della nazionale femminile del suo paese, il commissario tecnico Kenny Shiels continua a concederle fiducia, inserendola nella lista delle 23 calciatrici in partenza per l'Inghilterra. In quell'occasione Vance scende in campo da titolare in tutti tre incontri disputati dalla sua nazionale prima dell'eliminazione, per aver perso ogni partita del gruppo A.
Nel frattempo, Vance disputa anche le qualificazioni, nel gruppo D della zona UEFA, al Mondiale di Australia e Nuova Zelanda 2023.

## Palmarès

### Club
- Campionato nordirlandese: 4

Glentoran: 2008, 2011, 2013, 2014
- Campionato scozzese: 1

Rangers: 2021-2022
- Coppa dell'Irlanda del Nord femminile: 7

Glentoran: 2007, 2008, 2009, 2010, 2012, 2018, 2019